# Flieschermühle
Die Flieschermühle war eine Wassermühle mit zeitweise zwei unterschlächtigen Wasserrädern am Gladbach in der Stadt Mönchengladbach.

## Geographie
Die Flieschermühle hatte ihren Standort an der linken Seite des Gladbachs,  an der Ecke  Lüpertzender Straße und der Straße An der Flieschermühle. Oberhalb hatte die Oberste Mühle ihren Standort, unterhalb befand sich die Vitgesmühle. Das Gelände, auf dem das Mühlengebäude stand, hat eine Höhe von ca. 58 m über NN.

## Gewässer
Der Gladbach, (GEWKZ 28614) der auch Namensgeber der Stadt Mönchengladbach ist, war über Jahrhunderte eine wichtige Lebensader. Er versorgte die Anwohner und insgesamt acht Mühlen mit Wasser und war der Ursprung der aufblühenden Textilindustrie in Mönchengladbach. Der etwa 6,3 km lange Gladbach entsprang in Waldhausen, durchquerte die Stadtteile Pesch und Lürrip und mündete bei Uedding in die Niers. Er ist heute größtenteils verrohrt und fließt ab der Volksbadstraße auf 1.904 m als offenes Gerinne entlang der Bahnstrecke Mönchengladbach–Düsseldorf bis zur Niers. Das Einzugsgebiet des Gewässers beträgt 26,208 km2. Die Pflege und der Unterhalt des Gewässers obliegt der NEW AG.

## Geschichte
Die Flieschermühle hatte 1210 ihre urkundliche Ersterwähnung, als Abt Herrmann I (1190–1210) die Mühle zusammen mit der Obersten Mühle und der Krallsmühle aus eigenen  Mitteln erwarb und sie dem Konvent der Mönche vermachte. Vermutlich nach den Namen der Pächter wurde die Mühle auch Clippartzmühle und Kipshover Mühle genannt. Der unterschlächtigen Mühle war der Hahnenweiher vorgelagert, der die Mühle mit Wasser versorgte. Die Flieschermühle war eine Frucht- und Waidmühle.
Im Jahre 1779 ließ der Abt Lambert Raves (1772–1799) die durch Kriegsgeschehen stark beschädigte Mühle abreißen und neu aufbauen. Im Zuge der Säkularisation wurde die Mühle 1803 öffentlich versteigert und an Anton Krall aus Odenkirchen verkauft. Die Mühle besaß zu diesem Zeitpunkt zwei Mahlgänge. Aus späterer Zeit ist bekannt, dass die Flieschermühle über zwei Mühlräder verfügte. Nach einem Verkauf der Mühle im Jahre 1876 wurden eine Feilenhauerei und eine Schleiferei betrieben. 1899 wurde die Mühle an die Stadt verkauft und wenig später niedergelegt. Heute erinnert der Straßenname An der Flieschermühle an die vergangene Zeit.

## Galerie

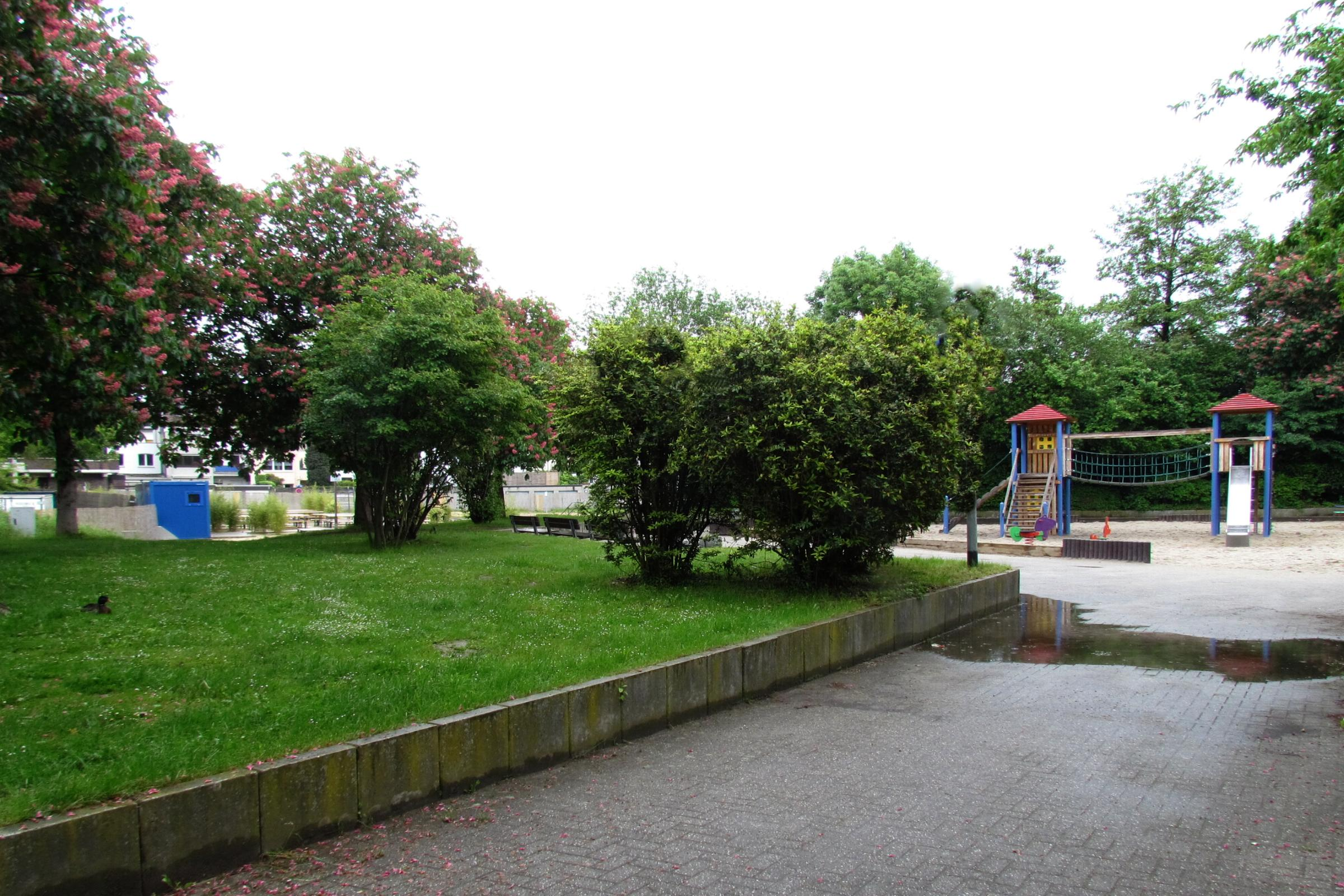
Einstiger Standort der Flieschermühle
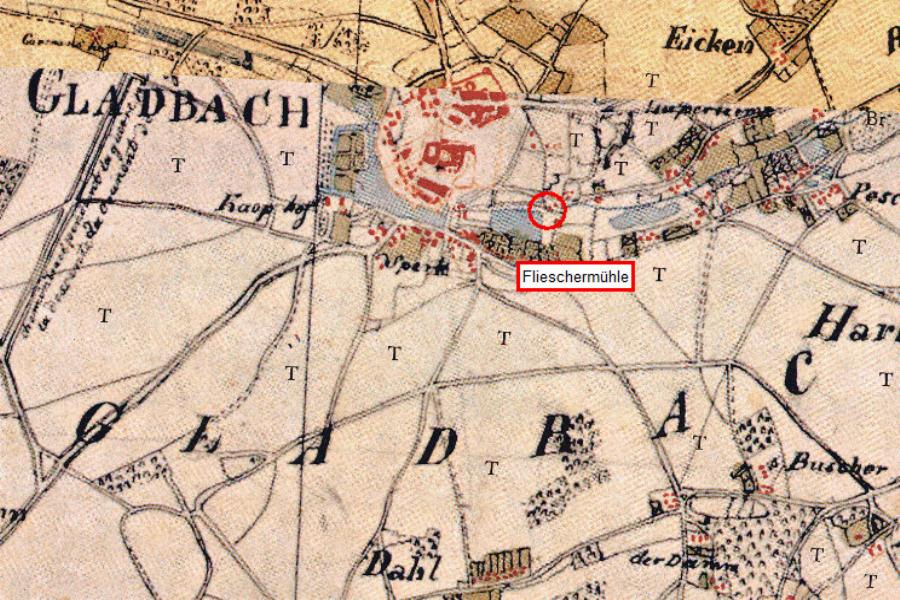
Die Flieschermühle auf der Tranchotkarte 1803–1820
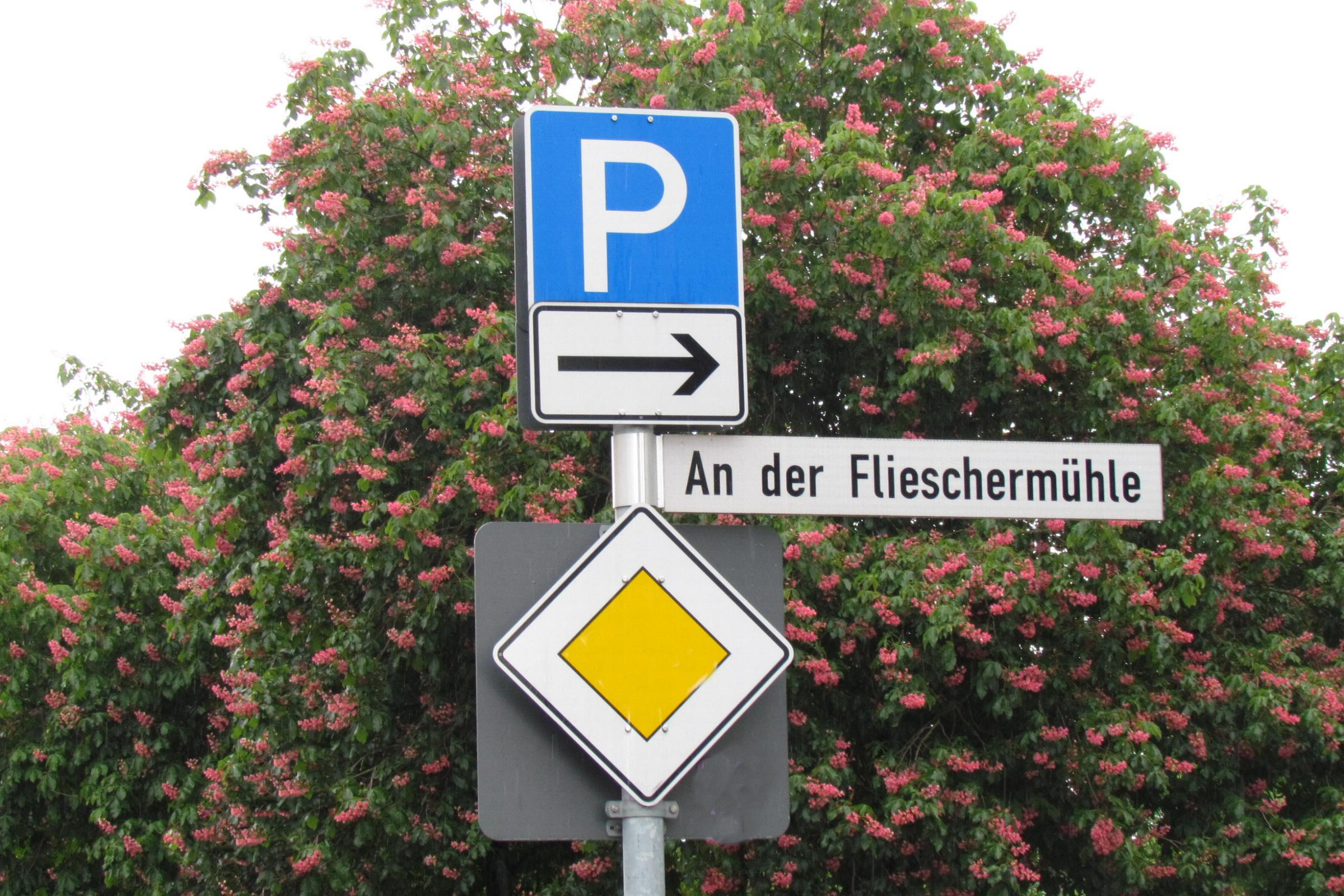
Straßenbezeichnung An der Flieschermühle
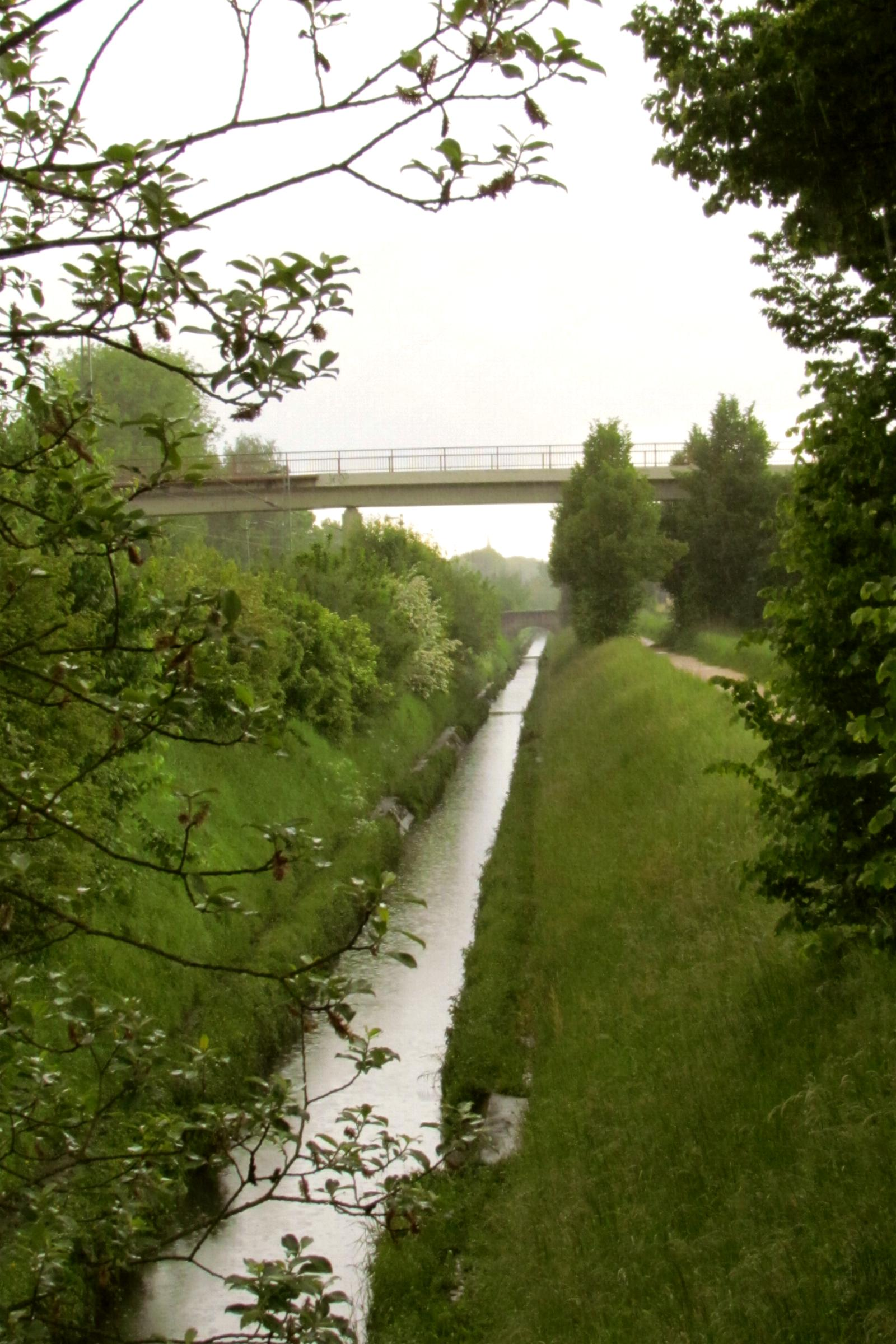
Der Gladbach als offenes Gerinne
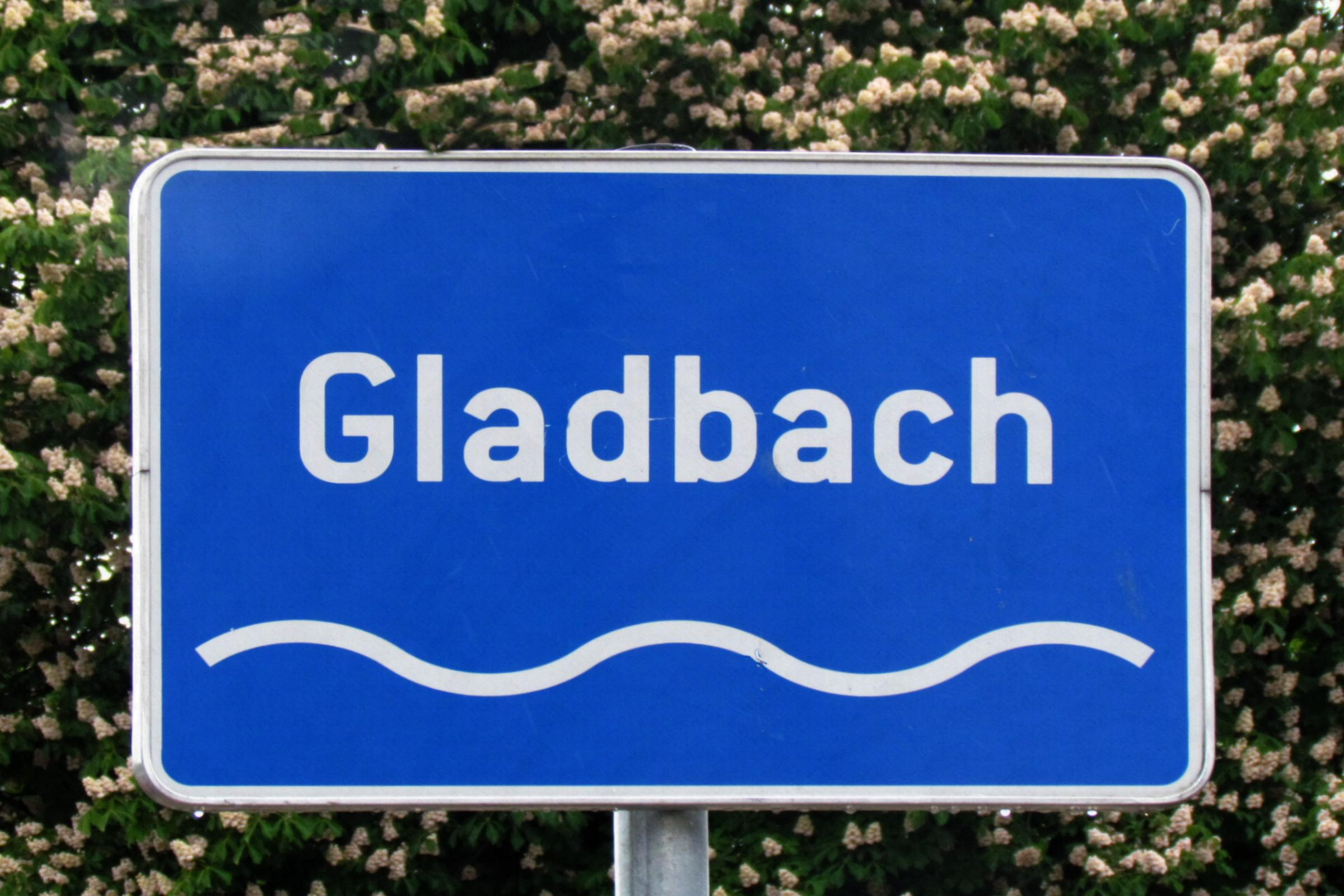
Hinweisschilder zeigen den Kanalverlauf des Gladbachs an
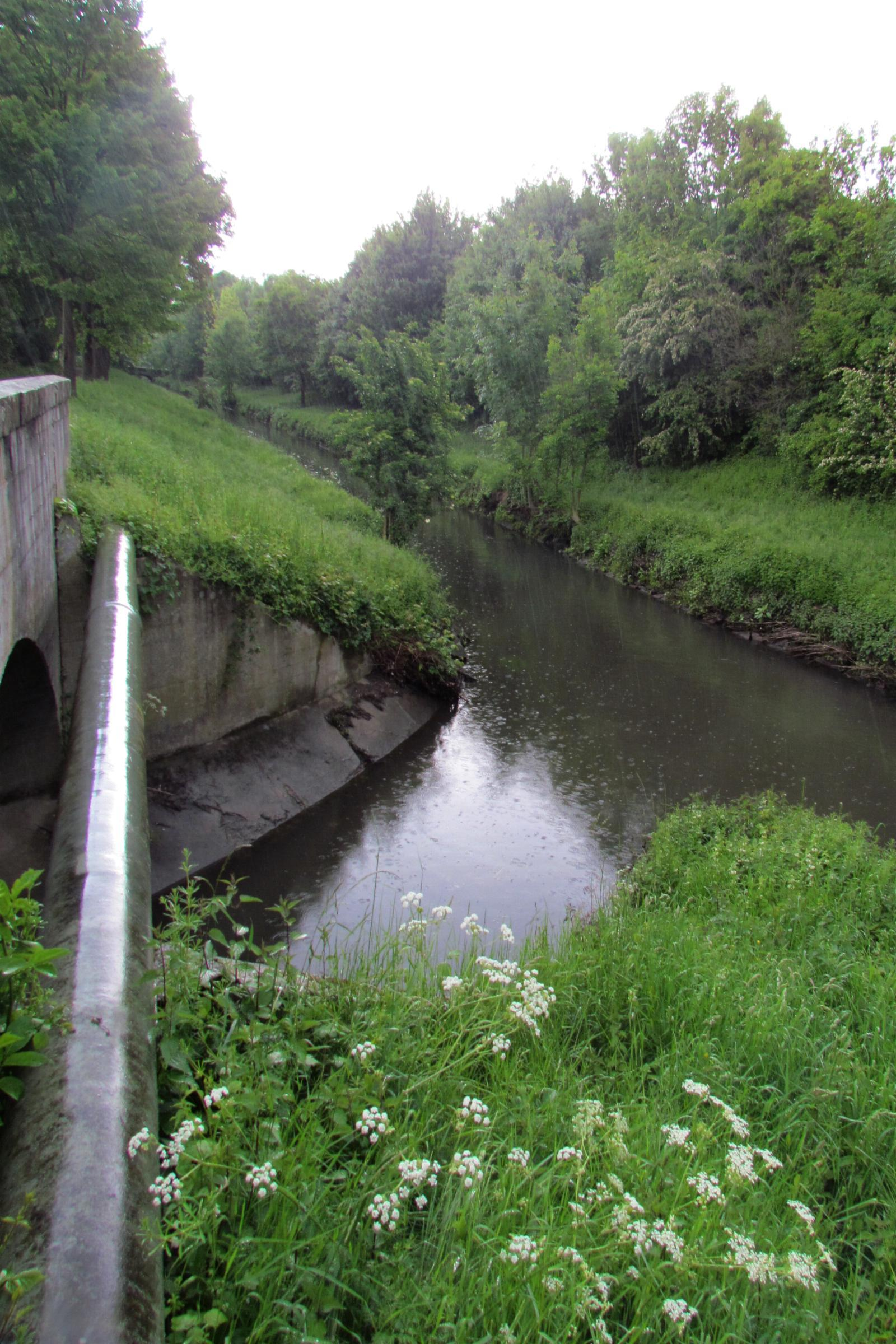
Mündung des Gladbach in die Niers